# Jaskinia w Wierzchowskiej Grani
Jaskinia w Wierzchowskiej Grani – jaskinia w orograficznie lewych zboczach Doliny Kluczwody w granicach wsi Wierzchowie, w gminie Wielka Wieś w powiecie krakowskim, w województwie małopolskim. Pod względem geograficznym jest to obszar Wyżyny Olkuskiej wchodzący w skład Wyżyny Krakowsko-Częstochowskiej.

## Opis obiektu
Jaskinia znajduje się w najniższej części Wierzchowskiej Grani, zaraz powyżej drogi, z której jest dobrze widoczna. Jej otwór znajduje się pod okapem i prowadzi do ciasnej, rozgałęziającej się szczeliny. Na wysokości około 2 m na północnej ścianie jest ciasny, owalny otwór, za którym ciągnie się korytarzyk w postaci rury skalnej. Po dwóch metrach przechodzi on w pionową studzienkę o trzymetrowej głębokości. Od jej dna we wschodnim kierunku odbiega ciasny korytarzyk kończący się zawaliskiem.
Jaskinia została utworzona w późnojurajskich wapieniach wskutek przepływu wód podziemnych, później została zmodyfikowana wskutek grawitacji i wietrzenia. Ma przez wodę dość dobrze wygładzone ściany. Jej namulisko składa się próchnicy, gliny i wapiennego rumoszu, w głębszych warstwach z samej gliny. W głębszych miejscach mikroklimat jaskini jest bardziej stabilny i mniej zależny od zewnętrznych czynników, niż w przy powierzchni skały. W początkowych odcinkach jaskini jest widno i na ścianach rozwijają się glony, w głębszych partiach jest ciemno. Zwierząt nie zaobserwowano
Jaskinia znana była od dawna, ale nie była opisywana. Po raz pierwszy opisał ją A. Polonius w 2018 r., on tez sporządził jej plan.

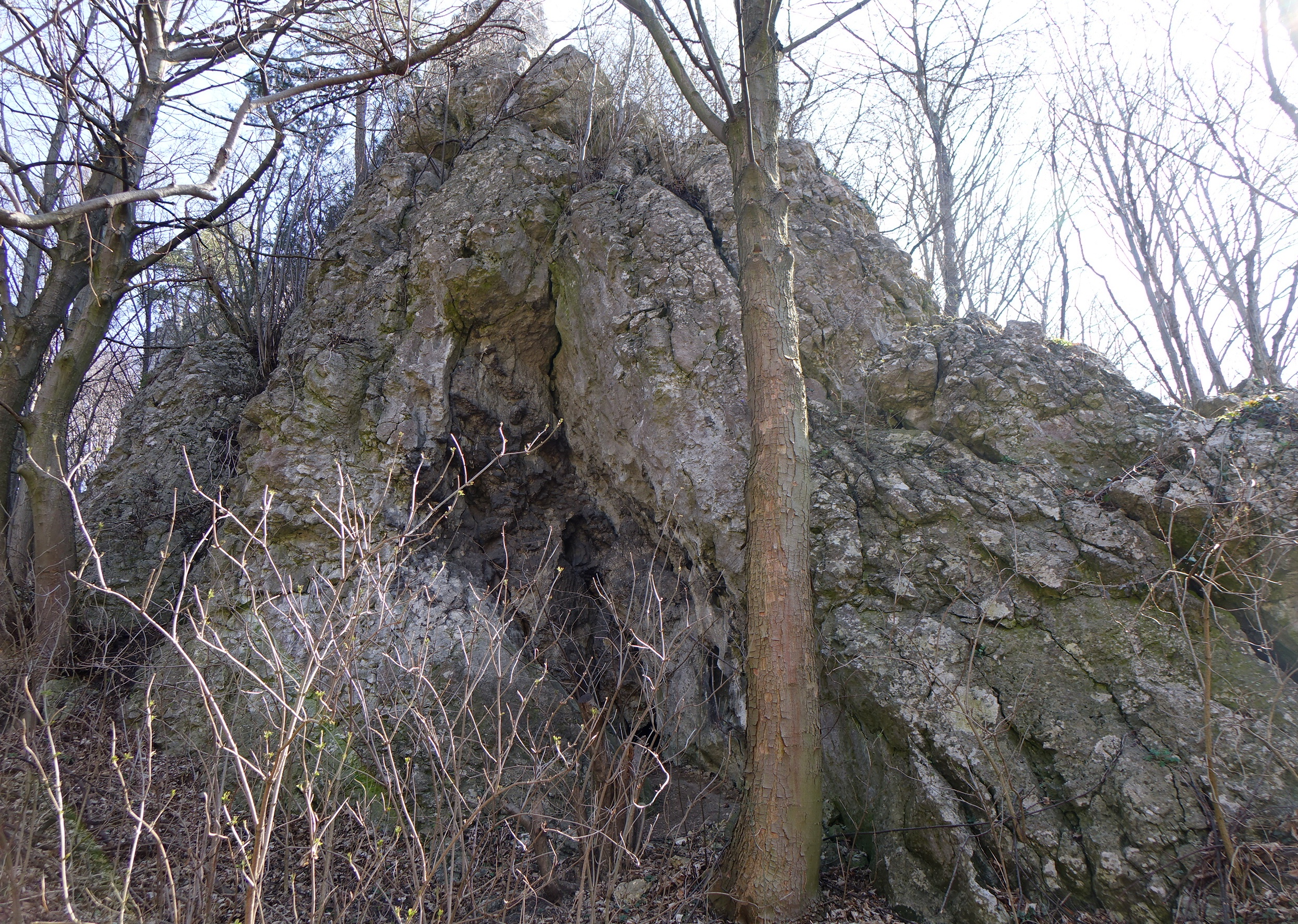
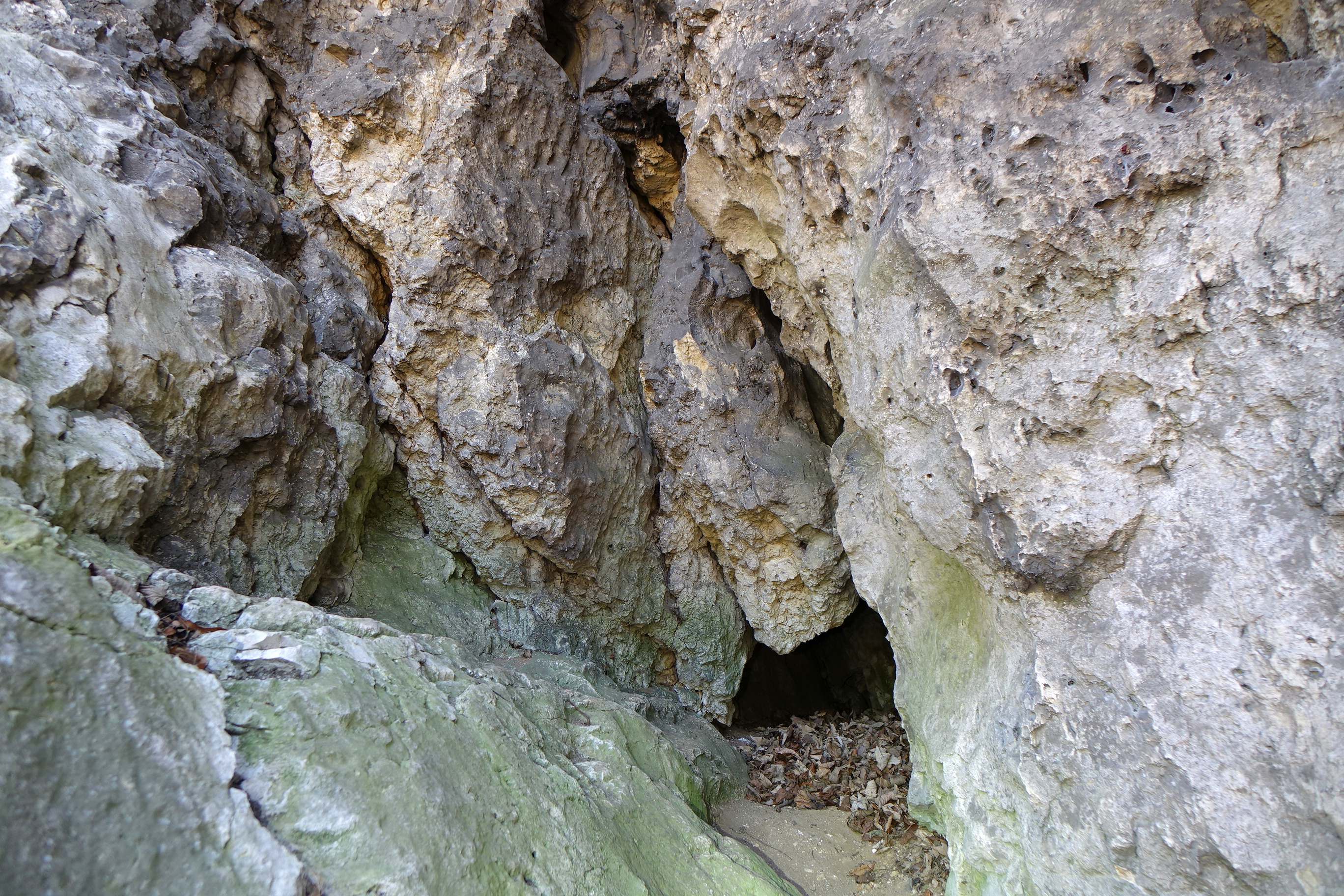
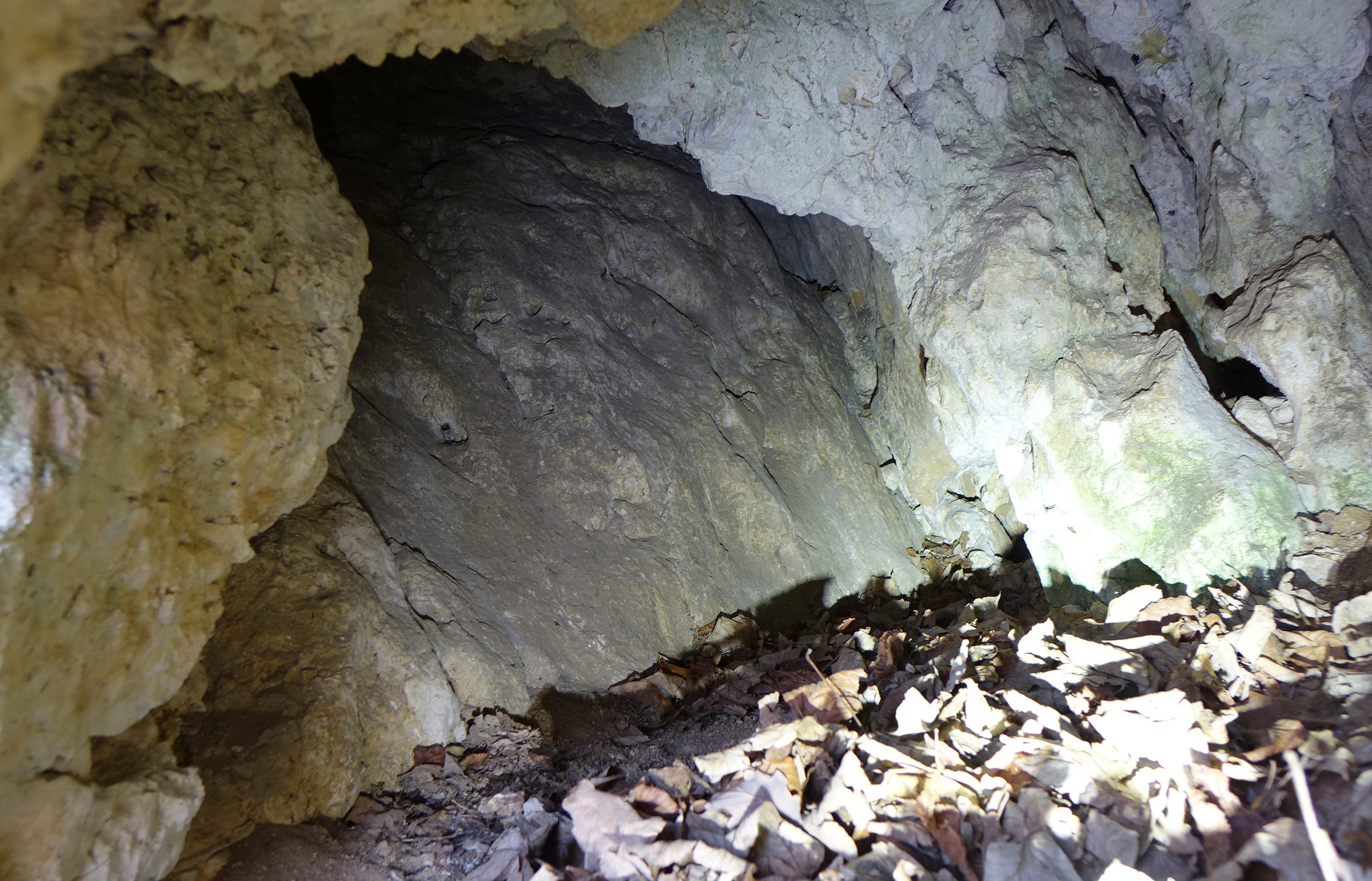